# П'яшково
П'яшково (рос. Пяшково) — присілок в Великолуцькому районі Псковської області Російської Федерації.
Населення становить 0 осіб. Входить до складу муніципального утворення Пореченська волость.

## Історія
Від 2014 року входить до складу муніципального утворення Пореченська волость.

## Населення
| 2001 | 2002 | 2010 |
| ---- | ---- | ---- |
| 0    | →0   | →0   |